# Ariaramnes (General unter Dareios I.)
Ariaramnes (altpersisch A-r-i-y-a-r-m-n-, elamisch Har-ri-ia-ra-um-na, akkadisch Ar-ri-ia-ra-am-na-, griechisch Ariaramnēs) war nach der Überlieferung von Ktesias von Knidos der Satrap von Kappadokien und persischer General während der Herrschaft von Dareios I. Ariaramnes erhielt von Dareios I. vor dem eigentlichen Skythenfeldzug, der ungefähr 513 v. Chr. stattfand, den Auftrag, in das Land der Skythen einzudringen und dort Männer und Frauen gefangen zu nehmen. Der General überquerte mit 30 Schiffen das Schwarze Meer und nahm mehrere Personen gefangen, darunter den Bruder des skythischen Königs Skytharbes.
Vor einem Eroberungsfeldzug des persischen Königs war es üblich, Kundschafter in das betroffene Gebiet zu schicken. In diesem Bezugsrahmen könnte Ariaramnes als naher Verwandter des Königs und als Verwaltungsperson eines Gebiets an der Südküste des Schwarzen Meers die nördliche Küste bereist haben. Vermutlich hatte die Reise des Ariaramnes ungefähr 519 v. Chr. stattgefunden.
Die Figur des Ariaramnes und sein Auftrag wurden von der Wissenschaft eine Zeit lang als historisch eingeschätzt. In der neueren Forschung wird dies teilweise bezweifelt, da es während der Herrschaft von Dareios I. nach der Satrapenliste von Herodot noch keine Satrapie in Kappadokien gegeben hat.